# Valea Iașului
Valea Iașului is een Roemeense gemeente in het district Argeș.
Valea Iașului telt 2765 inwoners.